# خلیج توگور
خلیج توگور (انگلیسی: Tugur Bay) یک خلیج در سرزمین خاباروفسک کشور روسیه است.